# Gitaneta (Joan Rebull)

Gitaneta (cat. núm. 45780) de Joan Rebull i Torroja al Museu Nacional d'Art de Catalunya (MNAC), Barcelona.

Gitaneta o La gitaneta és una escultura realitzada per Joan Rebull i Torroja, de la que se'n conserven diverses còpies en diferents materials, éssent aquella primera versió en guix conservada a la col·lecció de laFundació Municipal Joan Abelló a Mollet del Vallès.

## Context històric i artístic
Dins la producció escultòrica de Rebull (artista integrat a la segona generació de noucentistes i, més concretament, al grup dels evolucionistes), Gitaneta és una de les obres més representatives de la seua etapa de jovenesa, època en la qual va consolidar un llenguatge molt personal, caracteritzat per un realisme de formes pures i sintètiques amb reminiscències de l'antiguitat. La darrera Guerra Civil Espanyola i l'exili posterior van donar pas a l'etapa de maduresa artística, en la qual Rebull prescindiria de l'arcaisme que havia marcat la seua producció anterior.

## Descripció
Considerat un dels escultors catalans més interessants del seu temps, Rebull va ésser molt prolífic durant la dècada del 1930, quan va modelar una sèrie de caps i bustos de gran bellesa plàstica, entre els quals destaquen aquests busts d'una jove gitana. Les figures nues femenines va ser un tema molt recorrent en tota la trajectòria de Rebull, la qual representà en diferents posicions i tècniques: dempeus, estirada, asseguda en guix, terracota, bronze, pedra calcària de Ulldecona..., entre molts d'altres. Les postures que adopten són totalment naturals, sense res de teatralitat ni artificioses i lliures de qualsevol ornament.
Aquestes obres mostren una figura femenina nua dempeus, amb el cabell recollit cap endarrere, els braços entrecreuats a l'alçada dels melucs i amb el cap baix, a mode pensatiu. Representa a una noia gitaneta que vivia al barri barceloní de Poble Sec. Des del punt de vista formal, cal subratllar l'actitud hieràtica de la figura, no exempta de calidesa humana, l'anatomia rotunda, la nitidesa de la talla amb unes superfícies totalment llises o la policromia dels ulls, característica habitual en moltes obres de Rebull d'aquell període. Aquestes particularitats són fruit, però, d'un procés de síntesi que posa en relleu la voluntat de l'artista per aconseguir expressar un ideal de bellesa immutable.
L'escultura té un aire classicista pur, però a la vegada l'envolta una atmosfera noucentista per acostar-se a una simplicitat gairebé arcaica que recorda al realisme sintètic de l'art egipci o sumeri, tot nu d'ornaments.

## Història de l'objecte

La gitaneta (cat. núm 6091), 1933, pedra calcària de Ulldecona per Joan Rebull i Torroja al Museu Abelló, Mollet del Vallès.

A la Fundació Municipal Joan Abelló a Mollet del Vallès es pot trobar l'obra en guix (cat. núm. 6500) a partir de la qual es varen fer les diferents copies en marbre, pedra i d'altres. D'aquestes reproduccions posteriors, un exemplar en pedra calcària de Ulldecona (talla) de l'any 1933 es pot trobar també al Museu Abelló, una altra al Museu Nacional d'Art de Catalunya (cat. núm. 45780) realitzada a Barcelona en pedra (talla) l'any 1933, amb unes mides de 85,3 x 34 x 32,5 cm i que fou adquirida l'any 1951, així com també es conserva una copia en pedra de l'any 1954 al Museu de Maricel a Sitges.
Rebull la considerà un dels seus millors torsos, i d'aquesta manera quedaria justificat que la reproduïs en nombroses ocasions i en diferents materials. Aquesta escultura (cat. núm. 6091) va guanyar a l'any 1938 el Premi Campeny, el màxim galardó que oferia la Generalitat Republicana.

## Exposicions
Les obres de La gitaneta de la Fundació Municipal Joan Abelló varen ser exhibides a les següents exposicions:
- Joan Rebull, Museu Abelló. Mollet del Vallès, 20/10/2000 - 21/01/2001
- L'art modern a la col·lecció Abelló s. XIX-XX, Museu Abelló. Mollet del Vallès, 21/01/2007
- De Fortuny a Barceló, Fundació Francisco Godia, Barcelona, 01/03/2007 - 01/06/2007
- Ignasi Mayol. La tranquil·litat perduda d'un home d'un pais, Museu de Valls, 07/06/2010 - 18/07/2010
- L'art modern a la col·lecció Abelló s. XIX-XX. Renovació 2108, Museu Abelló. Mollet del Vallès, 20/05/2018